# Generazione di fenomeni

La generazione di fenomeni, ovvero la nazionale italiana maschile di pallavolo, posa nel 1992 con la terza World League vinta consecutivamente.

Generazione di fenomeni è una frase d'autore usata nel gergo pallavolistico per indicare il gruppo di giocatori che costituirono l'ossatura di quella nazionale maschile italiana di volley che, nel corso degli anni 90 del XX secolo, si affermò come una delle squadre più forti di tutti i tempi.
Sotto la guida dapprima di Julio Velasco (1989-1996), poi di Bebeto (1996-1999) e infine di Andrea Anastasi (1999-2002), l'Italvolley riuscì a spezzare il dominio dei Paesi dell'Europa orientale collezionando, tra il 1989 e il 2000, una serie di successi senza precedenti, tuttora in gran parte ineguagliati, inclusi tre campionati mondiali consecutivi.
L'espressione fu coniata nel 1994 dal giornalista televisivo italiano Iacopo Volpi, riprendendola dal titolo dell'omonima canzone pubblicata nel 1991 dagli Stadio.

## Storia

Il tecnico Julio Velasco festeggiato dai tifosi nel 1990, dopo il primo titolo mondiale del volley azzurro.

Nonostante una lunga tradizione nella pallavolo e le buone prestazioni a livello di club, nel corso del XX secolo l'Italia, eccezion fatta per piazzamenti estemporanei come il successo alla VI Universiade del 1970, la finale mondiale del 1978 o il bronzo olimpico di Los Angeles 1984, non aveva mai ottenuto particolari risultati come nazionale maschile, rimanendo relegata ai margini del movimento internazionale.
La svolta arrivò nel 1989 con l'ingaggio di Julio Velasco. L'argentino, il primo allenatore della nazionale a tempo pieno, iniziò a rivoluzionare la squadra: assunse un nuovo staff, introdusse sessioni video per analizzare le partite azione per azione, redasse schede di rendimento e di statistiche individuali. Nello stesso anno, al debutto da selezionatore azzurro in una competizione, Velasco portò subito l'Italvolley alla prima, importante vittoria della sua storia, trionfando al campionato europeo.
Il successo continentale fu il primo di un decennio memorabile, durante il quale la nazionale azzurra conquistò in primis tre titoli mondiali consecutivi – filotto mai riuscito prima nella storia, e in seguito solo eguagliato –: nel 1990 e nel 1994 sempre con Velasco, e nel 1998 con il brasiliano Bebeto. Tale gruppo portò inoltre a casa altri tre ori europei, sette edizioni della World League e vittorie in tutte le altre principali manifestazioni internazionali dell'epoca quali Coppa del Mondo, Giochi del Mediterraneo, Goodwill Games, World Top Four, World Super Challenge e Grand Champions Cup. L'unica mancanza in questo dominio altrimenti incontrastato fu rappresentata dall'oro olimpico, che sfuggì nelle edizioni di Barcellona 1992 (5º posto), Atlanta 1996 (argento, con sconfitta contro gli olandesi per 17-15 al tie-break) e Sydney 2000 (bronzo).
A riprova della competitività della Generazione, il gruppo azzurro fu capace di assestarsi con continuità ai vertici mondiali pur a fronte dell'inevitabile ricambio generazionale e, soprattutto, delle varie riforme e innovazioni adottate nel gioco della pallavolo nel corso degli anni 90: dall'abbandono del cambio-palla in favore del rally point system, all'introduzione del ruolo del libero.
Il successo nell'europeo del 1999, avvenuto con Andrea Anastasi, passato nel frattempo dal campo alla panchina, a posteriori chiuse questo ciclo azzurro. Dopo avere incamerato l'ottava e ultima World League nel 2000, la nazionale italiana perse il predominio del circuito mondiale, rimanendo comunque una delle squadre di riferimento: tra gli ultimi colpi di coda della Generazione, ormai limitata a pochi senatori e guidata in questo periodo da Gian Paolo Montali, ci furono i due titoli continentali consecutivi in un biennio: prima nell'edizione del 2003 e poi in quella del 2005.

## Atleti

Il centrale Andrea Lucchetta (qui alla Panini nella stagione 1986-87), il primo capitano della generazione di fenomeni dal 1989 al 1993.

Lo schiacciatore Andrea Giani (qui al Parma nel 1991), pluripresente della generazione di fenomeni con 474 gare tra il 1988 e il 2005.

Lo schiacciatore Lorenzo Bernardi (qui al Treviso nel 1991), in nazionale dal 1987 al 2001, venne eletto miglior giocatore del secolo.

Tra gli atleti protagonisti della generazione di fenomeni si ricordano:
| Giocatore            | Ruolo                | Anni in nazionale | Presenze | Mondiali vinti   |
| -------------------- | -------------------- | ----------------- | -------- | ---------------- |
| Andrea Anastasi      | schiacciatore        | 1981-1990         | 141      | 1990             |
| Lorenzo Bernardi     | schiacciatore        | 1987-2001         | 306      | 1990, 1994       |
| Claudio Bonati       | schiacciatore        | 1995-1998         | 57       |                  |
| Vigor Bovolenta      | centrale             | 1995-2008         | 197      |                  |
| Marco Bracci         | schiacciatore        | 1988-2002         | 347      | 1990, 1994, 1998 |
| Luca Cantagalli      | schiacciatore        | 1986-1996         | 330      | 1990, 1994       |
| Mirko Corsano        | schiacciatore-libero | 1998-2012         | 202      | 1998             |
| Ferdinando De Giorgi | palleggiatore        | 1987-2002         | 330      | 1990, 1994, 1998 |
| Alessandro Fei       | centrale-opposto     | 1998-2012         | 346      | 1998             |
| Claudio Galli        | centrale             | 1986-1996         | 214      |                  |
| Andrea Gardini       | centrale             | 1986-2000         | 418      | 1990, 1994, 1998 |
| Andrea Giani         | schiacciatore        | 1988-2005         | 474      | 1990, 1994, 1998 |
| Giacomo Giretto      | centrale             | 1994-1996         | 83       | 1994             |
| Pasquale Gravina     | centrale             | 1990-2002         | 284      | 1994, 1998       |
| Andrea Lucchetta     | centrale             | 1982-1993         | 292      | 1990             |
| Stefano Margutti     | schiacciatore        | 1989-1993         | 84       |                  |
| Marco Martinelli     | centrale             | 1987-1994         | 50       | 1990             |
| Roberto Masciarelli  | centrale             | 1989-1993         | 150      | 1990             |
| Luigi Mastrangelo    | centrale             | 1999-2012         | 363      |                  |
| Marco Meoni          | palleggiatore        | 1994-2008         | 269      | 1998             |
| Samuele Papi         | schiacciatore        | 1993-2012         | 339      | 1994, 1998       |
| Michele Pasinato     | opposto              | 1988-1998         | 356      | 1998             |
| Damiano Pippi        | schiacciatore-libero | 1993-2004         | 227      | 1994             |
| Simone Rosalba       | schiacciatore        | 1995-2003         | 122      | 1998             |
| Andrea Sartoretti    | opposto              | 1993-2004         | 328      | 1998             |
| Paolo Tofoli         | palleggiatore        | 1987-2004         | 342      | 1990, 1994       |
| Fabio Vullo          | palleggiatore        | 1984-1992         | 139      |                  |
| Andrea Zorzi         | opposto              | 1986-1998         | 325      | 1990, 1994       |

## Palmarès (1989-2000)

### Medaglie d'oro
- 3 Mondiali (1990, 1994, 1998)
- 1 Coppa del mondo (1995)
- 8 World League (1990, 1991, 1992, 1994, 1995, 1997, 1999, 2000)
- 4 Europei (1989, 1993, 1995, 1999)
- 1 Tornei ai Giochi del Mediterraneo (1991)
- 1 Torneo ai Goodwill Games (1990)
- 1 World Super Four Fivb (1994)
- 1 World Super Challenge (1996)
- 1 Grand Champions Cup Fivb (1993)

### Medaglie d'argento
- 1 Olimpiadi (1996)
- 1 Coppa del mondo (1989)
- 1 World League (1996)
- 1 Europei (1991)
- 1 World Super Four Fivb (1990)

### Medaglie di bronzo
- 1 Olimpiade (2000)
- 1 Coppa del mondo (1999)
- 1 World League (1993)
- 1 Europeo (1997)

## Riconoscimenti
La squadra che ha vinto tre campionati mondiali consecutivi tra il 1990 e 1998 è stata inserita nella Volleyball Hall of Fame nel 2002 ed è stata nominata "Migliore squadra del secolo" dalla Fédération Internationale de Volleyball. Diversi atleti di questa nazionale (Andrea Giani, Andrea Gardini, Lorenzo Bernardi, Samuele Papi e Andrea Zorzi) e l'allenatore Julio Velasco sono stati anch'essi inseriti nella stessa Hall of Fame a titolo individuale. Inoltre, Lorenzo Bernardi è stato nominato Miglior giocatore del secolo.